# Nowhere Boys: The Book of Shadows
Nowhere Boys: The Book of Shadows è un film del 2016 diretto da David Caesar e basato sulla serie televisiva per ragazzi Nowhere Boys.

## Produzione
Il 23 dicembre 2014 venne annunciato che la Screen Australia avrebbe finanziato un film basato sulla serie televisiva intitolato Nowhere Boys: The Rise of the Bear. Tuttavia, nel luglio 2015, venne rivelato che il titolo del film sarebbe stato cambiato in Nowhere Boys: The Book of Shadows. Il film, della durata di 80 minuti, venne diretto da David Caesar e sceneggiato da Tony Ayres, Rhys Graham e Craig Irvin. Venne prodotto da Beth Frey e i produttori esecutivi furono Ayres e Michael McMahon.
Dougie Baldwin, Joel Lok, Rahart Adams e Matt Testro tornarono ad interpretare i ruoli di Felix, Andy, Sam e Jake. Altri attori presenti nella serie che tornarono nel film furono Darci McDonald (Ellen), Sean Rees-Wemyss (Oscar), Michala Banas (Phoebe), Victoria Thaine (Alice), Ben Keller (Bear), Tamala Shelton (Mia) e Michelle Gerster (Viv). Angourie Rice si unì al cast. Le riprese di Nowhere Boys: The Book of Shadows iniziarono a Melbourne nel luglio 2015. Il film uscì il 1 gennaio 2016 in alcuni selezionati cinema australiani e venne trasmesso per la prima volta in TV sul canale ABC3 il 6 marzo 2016.